# Vincenzo Costa
Vincenzo Costa (Gallarate, 30 agosto 1900 – Milano, 27 novembre 1974) è stato un politico e generale italiano. Fu federale del Partito Fascista Repubblicano di Milano durante la Repubblica Sociale Italiana.

## Biografia

### La giovinezza e la Grande Guerra
Vincenzo Costa nacque da padre romagnolo e da madre milanese, all'interno di una famiglia che rivestì un ruolo di una certa rilevanza all'interno del Risorgimento, ad onorare il quale venne educato fin dalla nascita.
All'età di quindici anni si arruolò in un'organizzazione paramilitare denominata "Sursum Corda", frequentando uno dei battaglioni di volontari nei momenti liberi dallo studio.
Due anni più tardi, durante la Grande Guerra, non ancora maggiorenne falsificò i documenti d'identità per potersi arruolare e raggiungere il padre che già combatteva al fronte, entrando nel 5º reggimento Alpini, battaglione Edolo. Fu in questo periodo che, presso il corso allievi ufficiali, conobbe Aldo Resega, con il quale intraprese un rapporto umano e politico profondo, che culminò e si concluse con l'omicidio di Resega stesso da parte dei GAP durante l'esperienza della Repubblica Sociale Italiana.
Durante la prima guerra mondiale, Costa combatté sull'altopiano di Asiago, in Val Dassa e a Caldonazzo. Inoltre partecipò all'ingresso in Trento il 4 novembre 1918.
Fu in questo periodo, in particolare dai giorni della ritirata di Caporetto, che Costa venne a contatto con la propaganda bolscevica, che minava la resistenza delle truppe, portandole alla diserzione, e della popolazione civile, fiaccandone il morale.

### Il Biennio Rosso e lo Squadrismo
A guerra finita, durante il cosiddetto Biennio rosso, Costa rilevò di persona a Cremona, in occasione della costituzione del 210º reggimento fanteria Brigata Bisagno - costituita dai prigionieri di guerra italiani di ritorno dalla prigionia nell'Impero austro-ungarico - che un fortissimo numero di soldati era di estrazione socialista o anarchica e si era fatto prendere volontariamente prigioniero dal nemico per non combattere. Durante questo periodo Costa formò la sua indole sociale, comprendendo le ragioni e ponendosi dalla parte delle fasce più deboli della popolazione, anche se in disaccordo con le idee bolsceviche.
Il 17 marzo 1919 tornò a Milano per convalescenza, dopo aver subito un'aggressione, in un clima teso tra scioperi e manifestazioni antinazionali, che per sua formazione familiare percepì come pericolose per il sentimento nazionale scaturito dal  Risorgimento.  Combattentismo e interventismo, cominciarono a farsi strada in lui come in molti altri combattenti,lo spirito della trincerocrazia.
Il 22 marzo, venne sapere dal Popolo d'Italia dell'appuntamento al giorno successivo per la formazione dei Fasci Italiani di Combattimento, presentandosi subito presso la sede di via Paolo da Cannobio per firmare l'adesione al movimento nelle mani di Cesare Rossi.
Il giorno successivo si presentò quindi a Piazza San Sepolcro per partecipare al sansepolcrismo.
Il 15 aprile partecipò al primo grande scontro che oppose squadrismo, arditi, nazionalisti e reduci di guerra a socialisti ed anarchici, che culminò nell'Assalto all'Avanti! in via San Damiano. Costretti a barricarsi all'interno della sede del giornale, socialisti e anarchici aprirono il fuoco uccidendo il mitragliere Martino Speroni, primo insignito del titolo di Martire della Rivoluzione Fascista, il cui elmetto venne riportato in via Paolo da Cannobio proprio da Vincenzo Costa.
L'ultima domenica di aprile conobbe inoltre Giovanni Host-Venturi, capitano del XIII reparto d'assalto e legionario di Fiume, incaricato dal presidente del consiglio nazionale fiumano Grossich di costituire un battaglione di volontari per difendere la città dagli attacchi slavi dopo la partenza degli alleati, in modo da continuare a mantenere lo status di città libera e facilitare l'annessione all'Italia.
A Fiume Costa ebbe l'incarico di costituire un battaglione autonomo rispetto alla Legione "Fiumana", con incarichi di spionaggio e disturbo nei confronti dei nazionalisti slavi.
Il 12 febbraio 1920, durante un servizio di guarnigione presso Grokovo, venne catturato dai carabinieri, interrogato ed infine posto agli arresti per diversi mesi presso il Brennero, a causa del suo rifiuto a ripudiare la Reggenza Italiana del Carnaro. Dopo la sua liberazione, Gabriele D'Annunzio lo incaricò di fare da tramite per la corrispondenza tra lui e Mussolini, incarico naturalmente difficile per via dell'assedio del territorio facente capo a Fiume. Costa infatti venne nuovamente arrestato proprio in una di queste missioni, presso la stazione di Trieste alla fine di ottobre e trasferito a Cremona.
Il 4 novembre si trova ancora ad una manifestazione fascista, che vede nuovamente i suoi arresti da parte delle guardie regie al termine di scontri tra fascisti e i socialisti. Data la gravità e la reiterazione del reato, Costa venne trasferito a Brindisi e, successivamente, al Corpo di spedizione italiano in Anatolia, impegnato in compiti operazioni umanitarie e di controguerriglia.

### La maturazione
Alla fine del 1922, dopo l'esperienza in Turchia, Costa lasciò l'esercito e cominciò a lavorare presso le Officine Meccaniche (OM).
La sua attività politica in questo periodo non fu di rilievo, ma comunque intensa ed appassionata. Pur essendo stato fascista della primissima ora, amico di praticamente tutti i capi del fascismo movimentista e delle squadre d'azione, nonché di Mussolini stesso, che conobbe anche nell'intimità familiare, Costa non volle assumere posizioni all'interno delle gerarchie dell'Italia fascista, rimanendo per diciassette anni dipendente delle Officine Meccaniche, occupandosi di sindacalismo fascista e assistenza sociale, attività dirette sul territorio ed il popolo che più si confacevano alla sua formazione ed al suo carattere.
Organizzò quindi attività ed iniziative sportive e ricreative, dalle Società Sportive all'Opera nazionale del dopolavoro, accettando nel 1934 come unica carica ufficiale quella di segretario del fascio di Rogoredo. 
Spinse la costruzione di una scuola a Santi Angeli del Montello e case popolari (le cosiddette "case minime") a Taliedo.
Nel 1937 divenne ispettore dell'Ente comunale di assistenza di Milano, creando i relativi uffici rionali.
Grazie al fatto di non essere all'interno delle gerarchie politiche, venne nominato inoltre componente della Corte di disciplina, con l'incarico di mettere ordine all'interno della federazione fascista milanese.

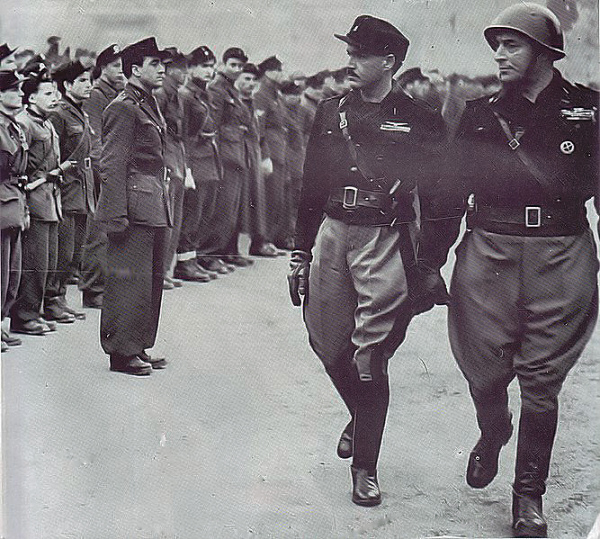
Alessandro Pavolini e Vincenzo Costa passano in rassegna gli squadristi della Brigata nera "Aldo Resega", estate 1944

Dopo l'8 settembre 1943 aderì alla Repubblica sociale italiana e fu nominato vicefederale del PFR di Milano. Divenne comandante della 4ª Brigata Nera Mobile “Aldo Resega”.
Il 27 aprile 1944 subentrò a Dante Boattini quale federale di Milano.

### Il dopoguerra
Il 27 aprile 1945 fu fatto prigioniero a Carate Urio  dai partigiani. Al momento della cattura tentò il suicidio, ma la pistola che si puntò alla tempia gli venne immediatamente tolta di mano dai partigiani che stavano trattando la resa. Costa venne condannato a diciott'anni di carcere per collaborazionismo, ma già nel 1949 tornò in libertà.
Dopo la scarcerazione fondò il Comitato per le onoranze ai Caduti e dispersi della Repubblica sociale e nel 1966 si fece promotore della costituzione del Campo Dieci, detto il Campo dell'Onore, in cui trovarono sepoltura i caduti della Repubblica Sociale Italiana e dove alla sua morte volle essere sepolto.

## Opere
- L'ultimo federale. Memorie della guerra civile (1943-1945), Il Mulino, Bologna, 2005 ISBN 88-15-10499-2
- La tariffa, Il Mulino, Bologna, 2000 88-15-07341-8